# آناستازیوس قسطنطنیه‌ای
آناستازیوس(یونانی: Αναστάσιος)، (؟ - ژانویه ۷۵۴) بین سالهای ۷۳۰ تا ۷۵۴ میلادی پاتریارک قسطنطنیه بود. وی توسط پاتریارک ژرمانوس یکم (۷۱۵–۷۳۰) تأیید شده بود. آناستازیوس به شدت درگیر بحث و جدال دربارهٔ تمثالهای مذهبی بود. نظر او در مورد تمثالها دو بار تغییر کرد. در ابتدا با آنها مخالفت بود، سپس طرفدار آنها شد و سرانجام دوباره با آنها مخالفت کرد.

## پیش‌زمینه
در سال ۷۲۶ میلادی، امپراتور لئون سوم ایزوریان امپراتور بیزانس، حکمی مبنی بر ممنوعیت استفاده از تمثال در کلیسا را منتشر کرد. در نتیجه مأموران وی تماثیل مذهبی را در سراسر امپراتوری بیزانس حذف کردند. ژرمانوس، پاتریارک قسطنطنیه، به این حکم اعتراض کرد. در سال ۷۲۹ وی طی نامه ای به پاپ گرگوری دوم به این حکم اعتراض کرد. امپراتور لئون پس از مدت کوتاهی ژرمانوس را از مقام پاتریارک قسطنطنیه کنار گذاشت. پاپ گرگوری با لئون مخالفت کرد و از او خواست که این دستور را پس بگیرد، که لئون توجهی به این خواسته نکرد.

## پاتریارک شدن آناستازیوس
لئون، عمدتاً به دلیل ضدیت با تمثال‌های مذهبی، آناستازیوس را به عنوان پاتریارک قسطنطنیه منصوب کرد. اختلاف بر سر این سیاست از جمله اختلافات بین کلیساهای شرقی و غربی بود. با درگذشت پاپ گریگوری دوم در سال ۷۳۱، جانشین وی، پاپ گریگوری سوم، در برابر سیاست جدید مقاومت کرد و حتی تشویق به شورش مسلحانه علیه حکومت در ایتالیا نمود.
در سال ۷۳۱ یا ۷۳۳ یا تا سال ۷۴۰ لئون سوم، امور ایلیریکوم و ایتالیای جنوبی (سیسیل و کالابریا) را تحت نظارت پاتریارک آناستازیوس قسطنطنیه‌ای قرار داد و اقتدار پاپ را به کلیسای شرقی منتقل کرد.
در سال ۷۴۱ لئون درگذشت و پسرش کنستانتین پنجم به عنوان امپراتور جانشین او شد. کنستانتین تقریباً بلافاصله پس از بر تخت نشستن برای دفاع از مرزهای شرقی در برابر خلافت اموی به شرق کشور رفت، در غیاب وی برادر همسرش، آرتاباسدوس که کوروپلاته یا «سرور قصر» بود و فرماندهی اوپسیکیون و ارمنیاک را هم بر عهده داشت، برای تصاحب تاج و تخت اقدام کرد. آرتاباسدوس برای جلب حمایت از مخالفان سیاست حذف تمثالهای دینی، آنرا معکوس کرد و خود را «محافظ تمثالهای مقدس» معرفی کرد. در این وضعیت پاتریارک آناستازیوس موضع دینی خود را به ناگهان تغییر داد و به یک مدافع سرسخت تمثالها تبدیل شد. آناستازیوس حتی کنستانتین پنجم را تکفیر کرد و او را بدعت‌گذار اعلام نمود.
پس از این وقایع، کنستانتین بخشهای وفادار ارتش خود را جمع کرد و در سال ۷۴۳ به قسطنطنیه لشکر کشید. او آرتاباسدوس را شکست داد و اعدام کرد. به دستور کنستانتین آناستازیوس را نیز از منصب خود محروم کردند، شلاق زدند و کور کردند و سپس با شرم در خیابانها چرخاندند. پس از آن آناستازیوس موضع خود را مجدداً به عقاید سابق خود در مورد تمثالهای دینی تغییر داد، او مورد عفو امپراتور قرار گرفت و عنوان پاتریارکی وی دوباره احیا شد. آناستازیوس تا سال ۷۵۴ زندگی کرد.

## کتابشناسی
Milman, Henry Hart (1867). History of Latin Christianity: including that of the popes to the pontificate of Nicolas V. (1867 ed.). J. Murray. - Total pages: 443